# 上曼塞拉
上曼塞拉（西班牙語：Mancera de Arriba）是西班牙卡斯蒂利亚-莱昂阿维拉省的一个市镇。 总面积18km2, 总人口125人（2001年），人口密度7人/km2。